# Leptothorax cataulacoides
Leptothorax cataulacoides är en myrart som beskrevs av Roy R. Snelling 1992. Leptothorax cataulacoides ingår i släktet smalmyror, och familjen myror. Inga underarter finns listade i Catalogue of Life.